# Robert Sánchez
Robert Lynch Sánchez, född 18 november 1997, är en spansk fotbollsspelare (målvakt) som spelar för Chelsea. Han representerar även Spaniens landslag.

## Klubbkarriär

### Brighton & Hove Albion
Sánchez flyttades upp till Brighton & Hove Albions seniorlag 2018. Efter att ha varit utlånad till såväl Forest Green Rovers som Rochdale fick Sánchez sin efterlängtade Premier League-debut. Han debuterade den 1 november 2020 i en match mot Tottenham Hotspur, matchen slutade dock 2–1 till Tottenham.

### Chelsea
Den 5 augusti 2023 värvades Sánchez av Chelsea, där han skrev på ett sjuårskontrakt.